# 11460 Juliafang
11460 Juliafang eller 1981 EZ15 är en asteroid i huvudbältet som upptäcktes den 1 mars 1981 av den amerikanska astronomen Schelte J. Bus vid Siding Spring-observatoriet. Den är uppkallad efter astronomen Julia Fang.